# Чиекуркална 2-я линия
Чие́куркална 2-я линия (латыш. Čiekurkalna 2. līnija, ранее Чиекуркална 2-я длинная линия, латыш. Čiekurkalna 2. garā līnija) — улица в Северном районе города Риги, одна из продольных линий исторического района Чиекуркалнс. Начинается от улицы Гауяс (фактически — от 1-й поперечной линии), пролегает в восточном направлении и заканчивается перекрёстком с улицей Крустабазницас.

## История
Чиекуркална 2-я линия сформировалась в конце XIX века в ходе застройки бывшей усадьбы Шрейенбуш частными домовладениями. Две главные улицы, возникшие на месте бывшего имения, в 1902 году получили название 1-я и 2-я Шрейенбушская линия (латыш. Šreienbušas 1. un 2. līnija, нем. Schreyenbusch 1. und 2. Linie), а в 1922 году они обрели свои современные названия. Вплоть до 1980-х годов в новом названии присутствовало слово «длинная» (длинная линия, латыш. garā līnija), сохранившееся в разговорной речи до наших дней.
В 1933 году на улице были устроены тротуары.
Историческая часть улицы заканчивается перекрёстком с улицей Вискалю; продолжение по зоне промышленной застройки до улицы Крустабазницас проложено в советский период.

## Транспорт
Общая длина улицы составляет 1345 метров. На всём протяжении имеет асфальтовое покрытие, 2 полосы движения. На участке между улицами Вискалю и Крустабазницас движение двустороннее, на остальной части улицы — одностороннее (в сторону центра города). Средняя ширина проезжей части — 6—6,2 метра.
По участку с односторонним движением проходит маршрут автобуса № 9 (в сторону центра), имеется 4 остановки.

## Застройка
На улице в значительной мере сохранилась историческая довоенная застройка.
- Дом № 1 — деревянный дом XIX века, до 2006 года располагавшийся во дворе дома № 17 по улице Сколас.
- Дом № 9 — жилой дом К. Лапсы (построен в 1938 году, позднее перестроен).
- Дом № 30 — в 1960—1980-е годы здесь действовал бараночный цех[3].
- Дом № 51 — бывший доходный дом с магазином (1910-е годы).
- Дом № 74 — коммерческое здание фирмы «Reaton» (1997—1998, архитектор С. Гуревич).

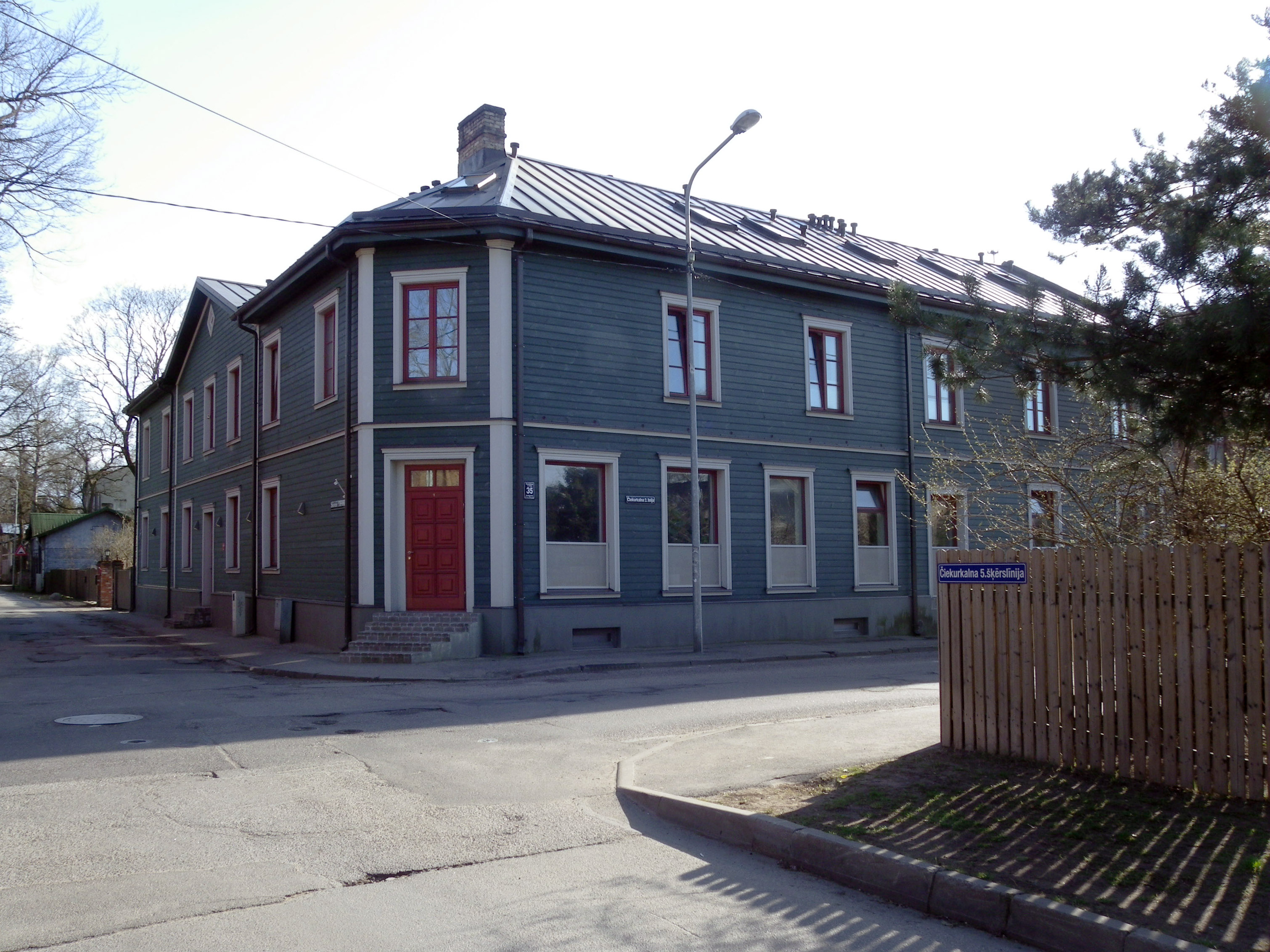
Дом № 35
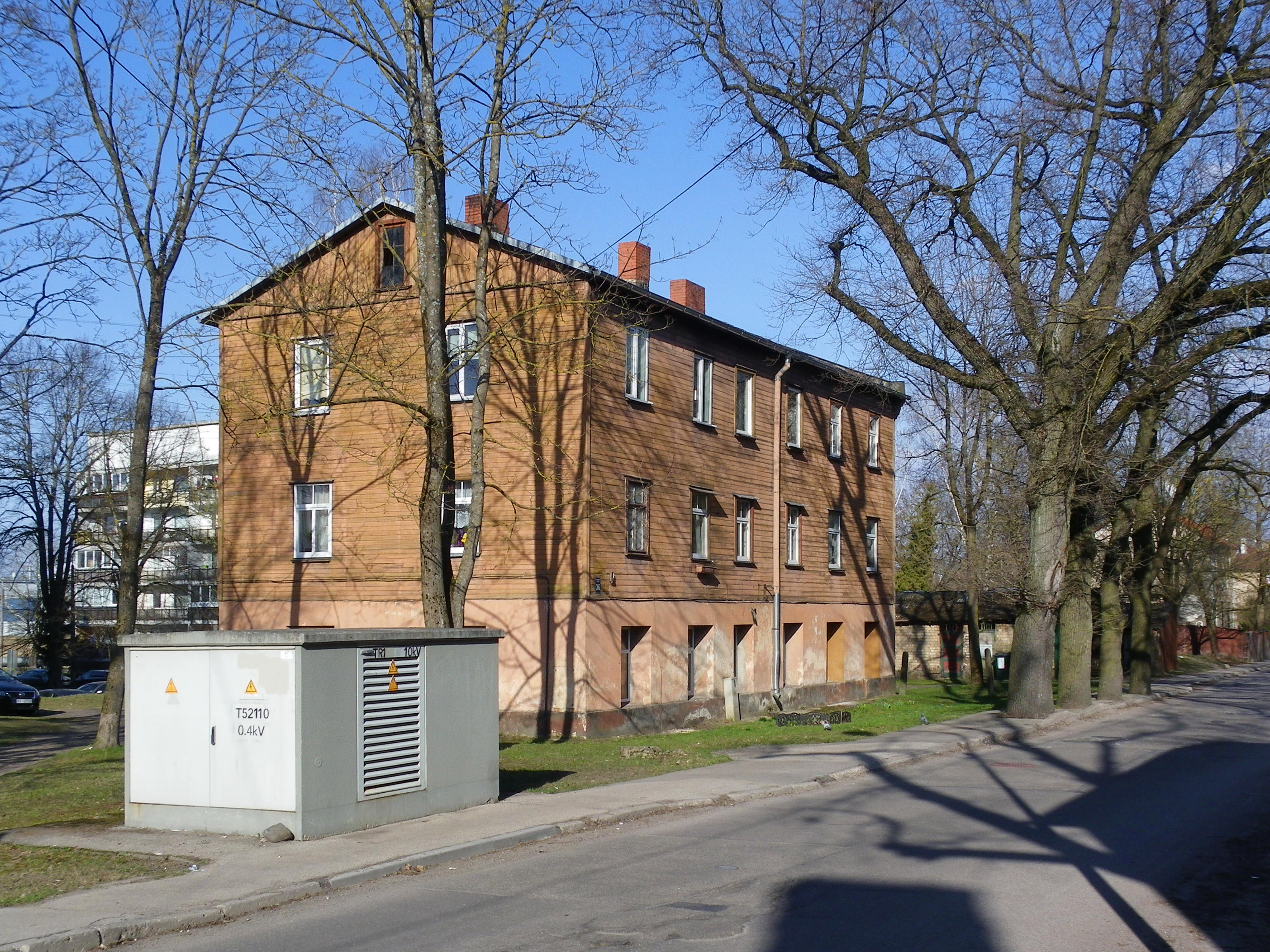
Дом № 36
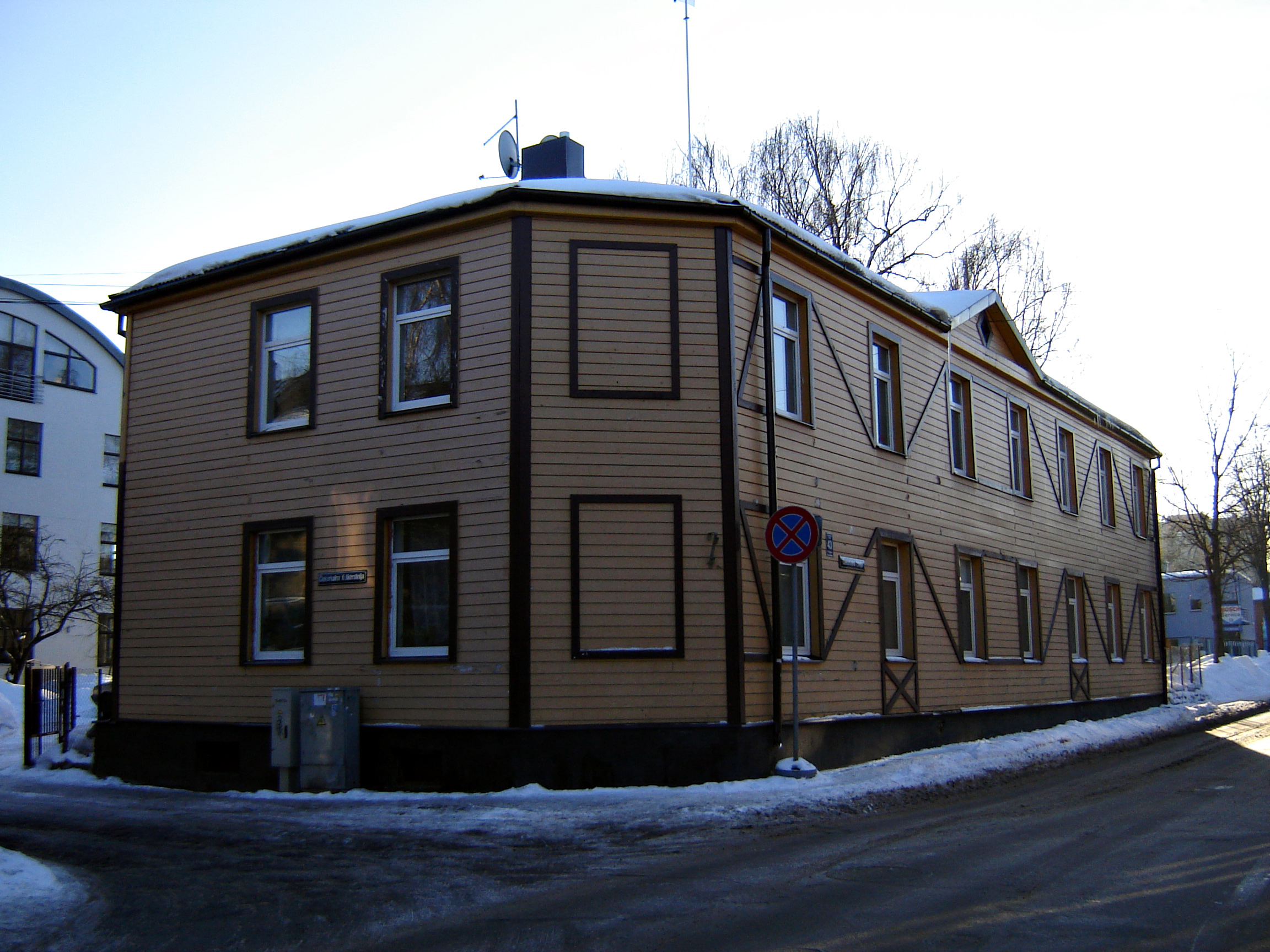
Дом № 43
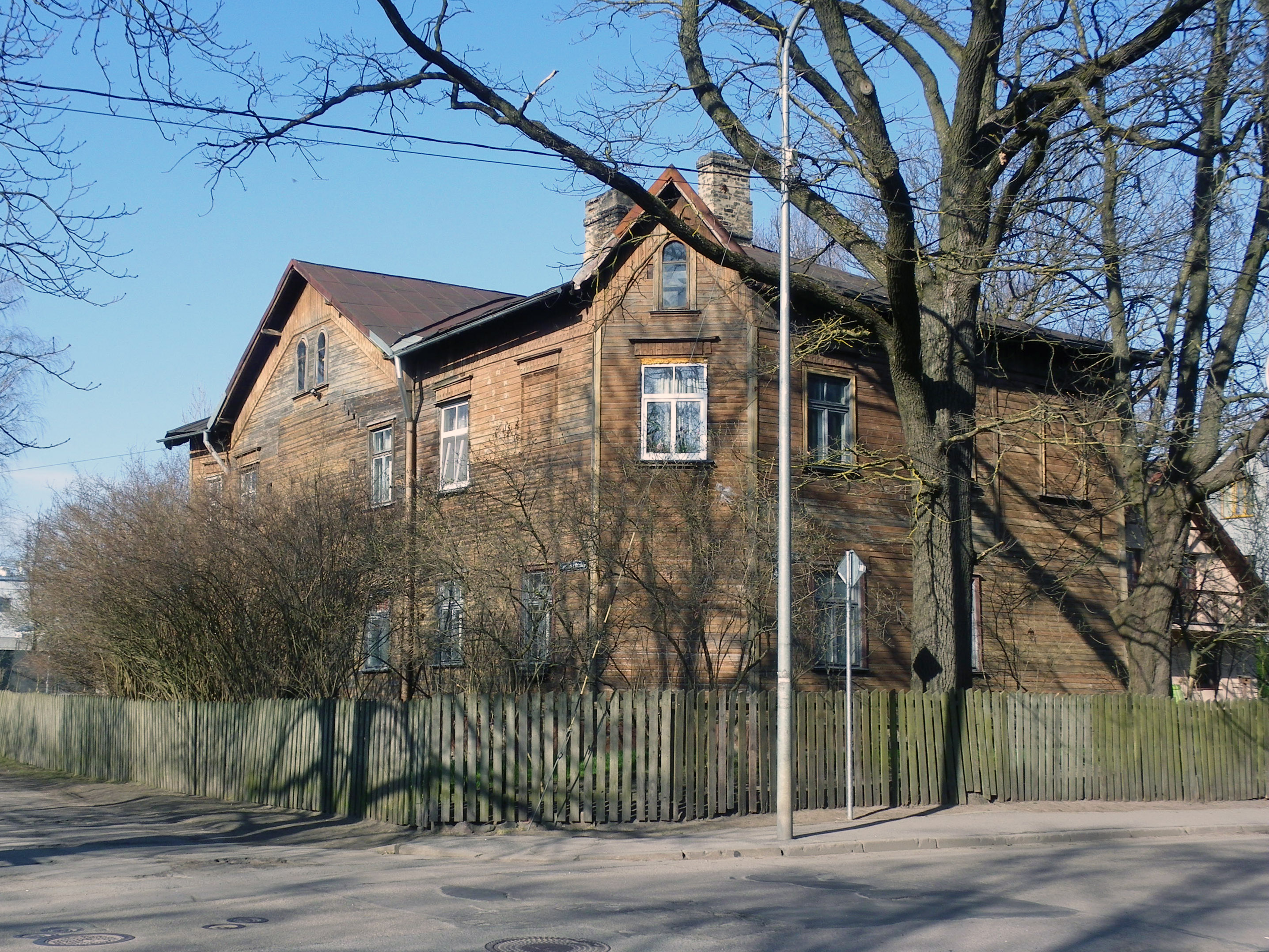
Дом № 48
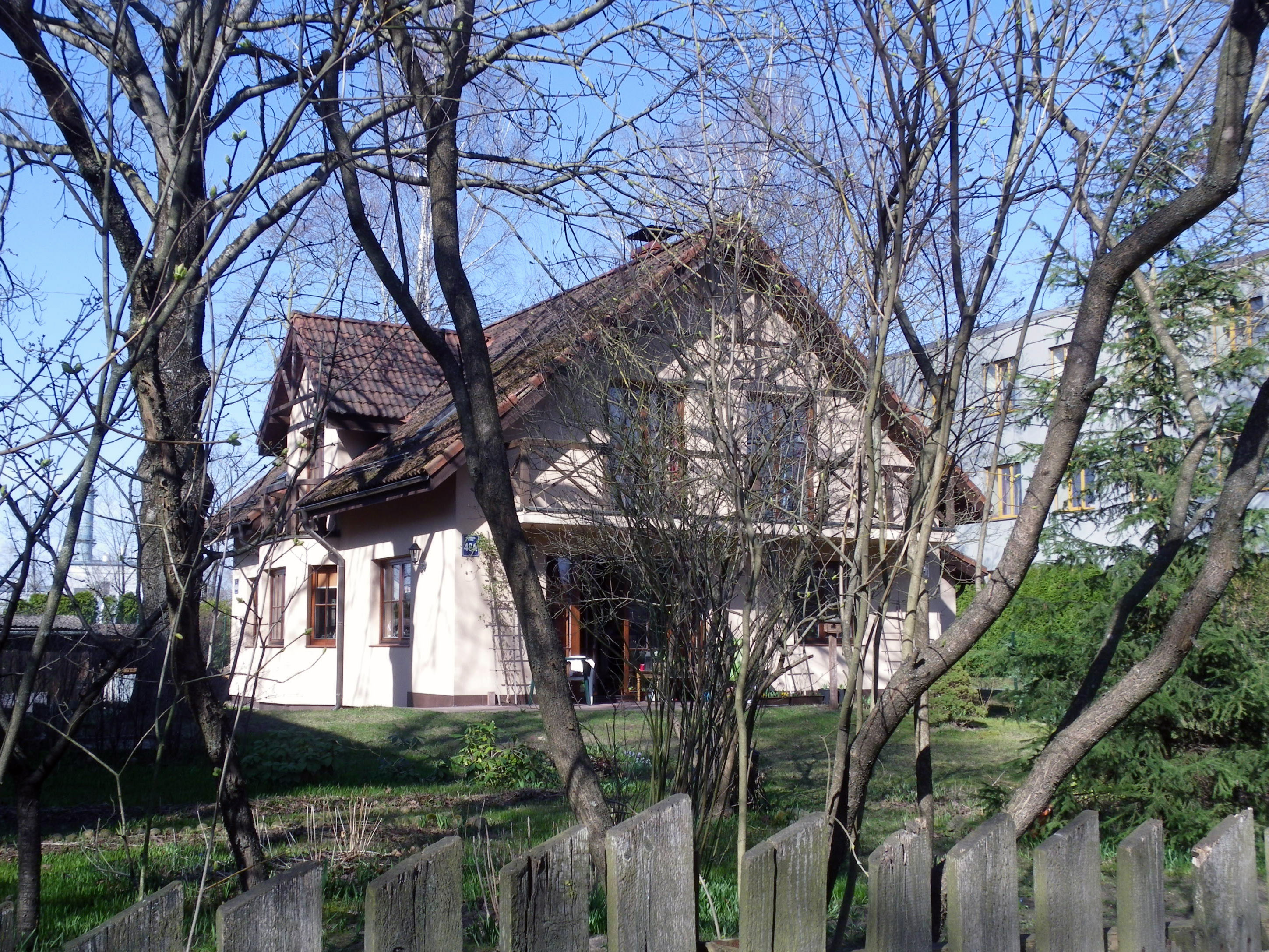
Дом № 48А
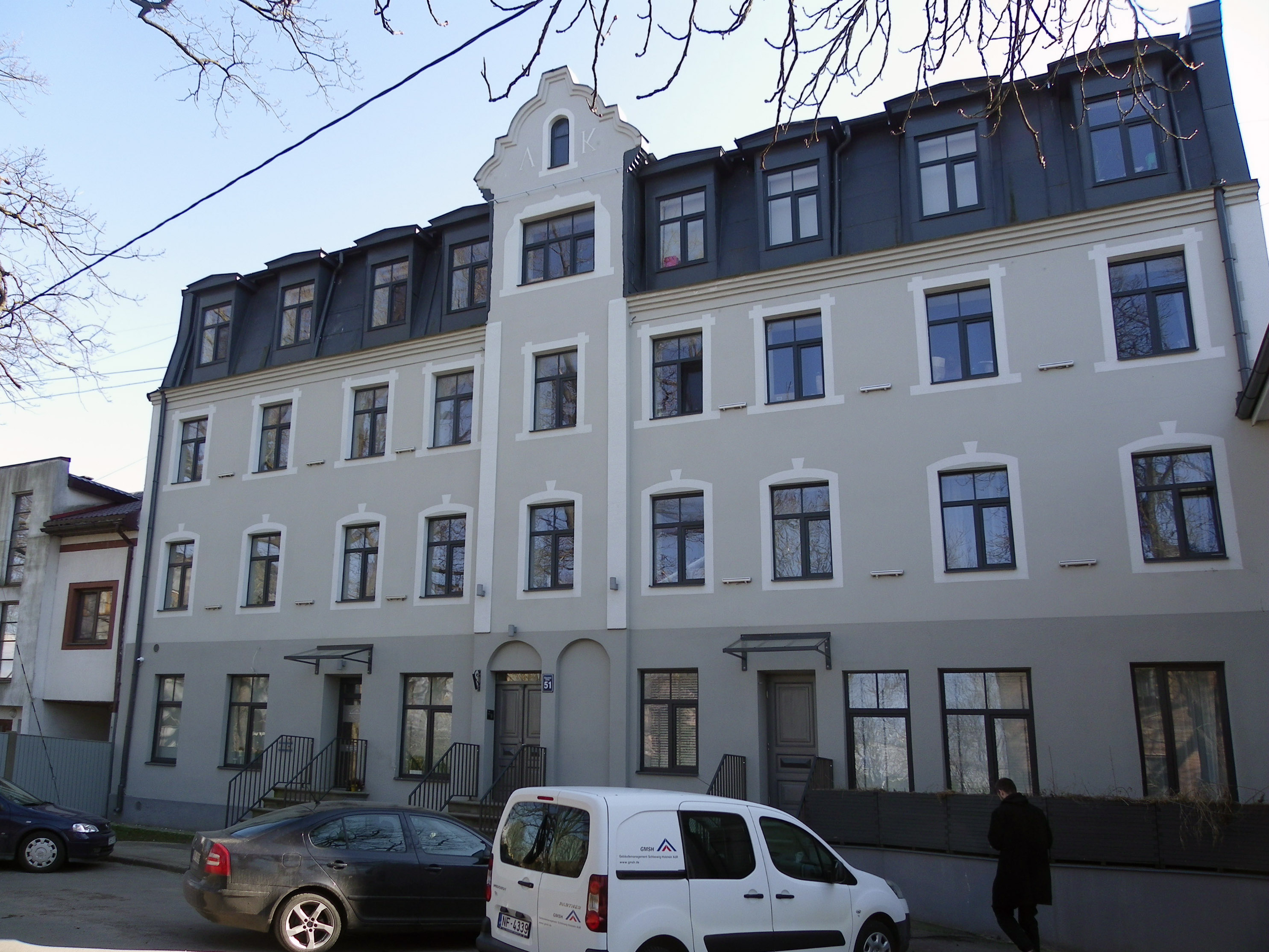
Дом № 51
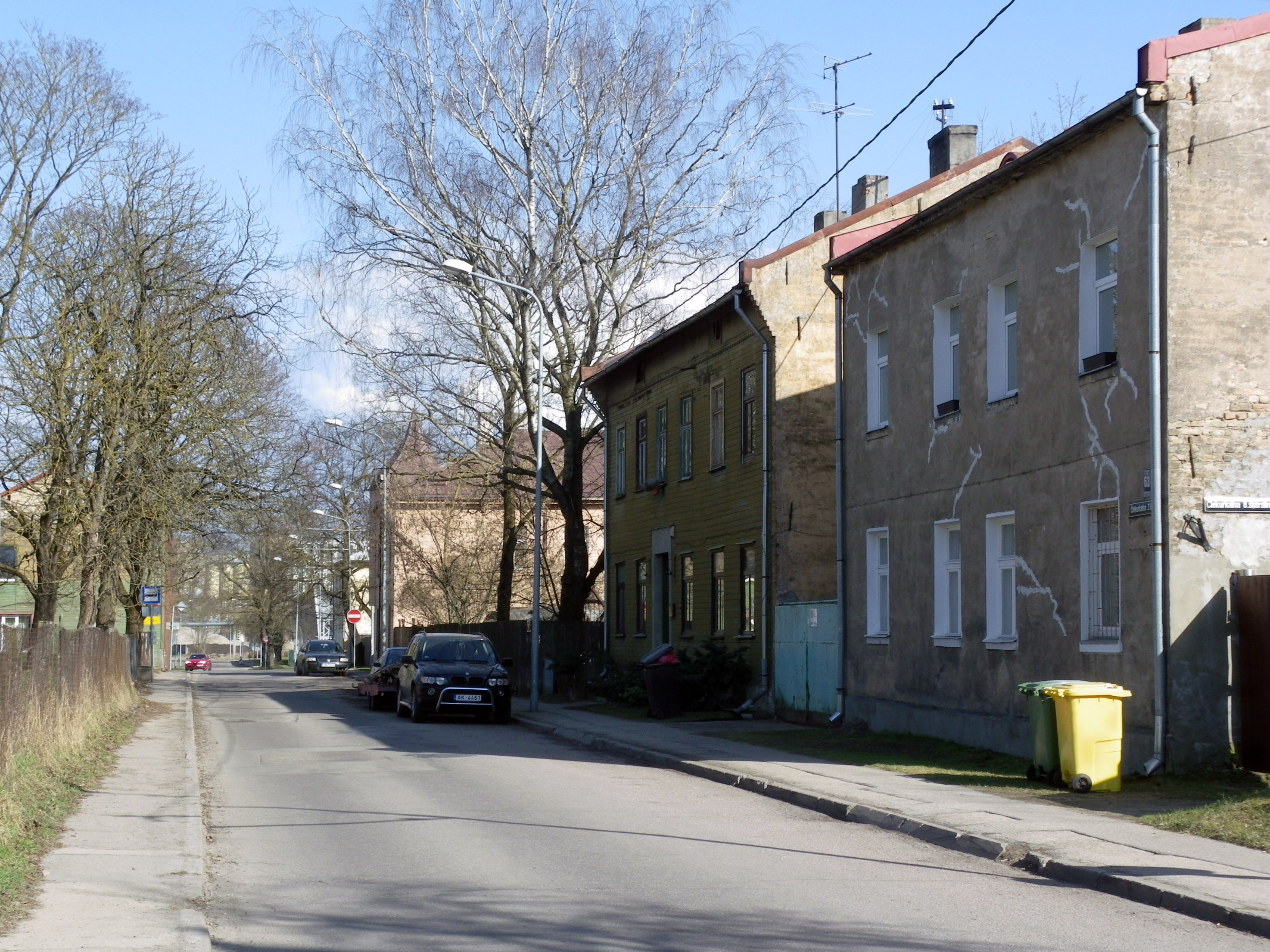
Вид от 8-й поперечной линии
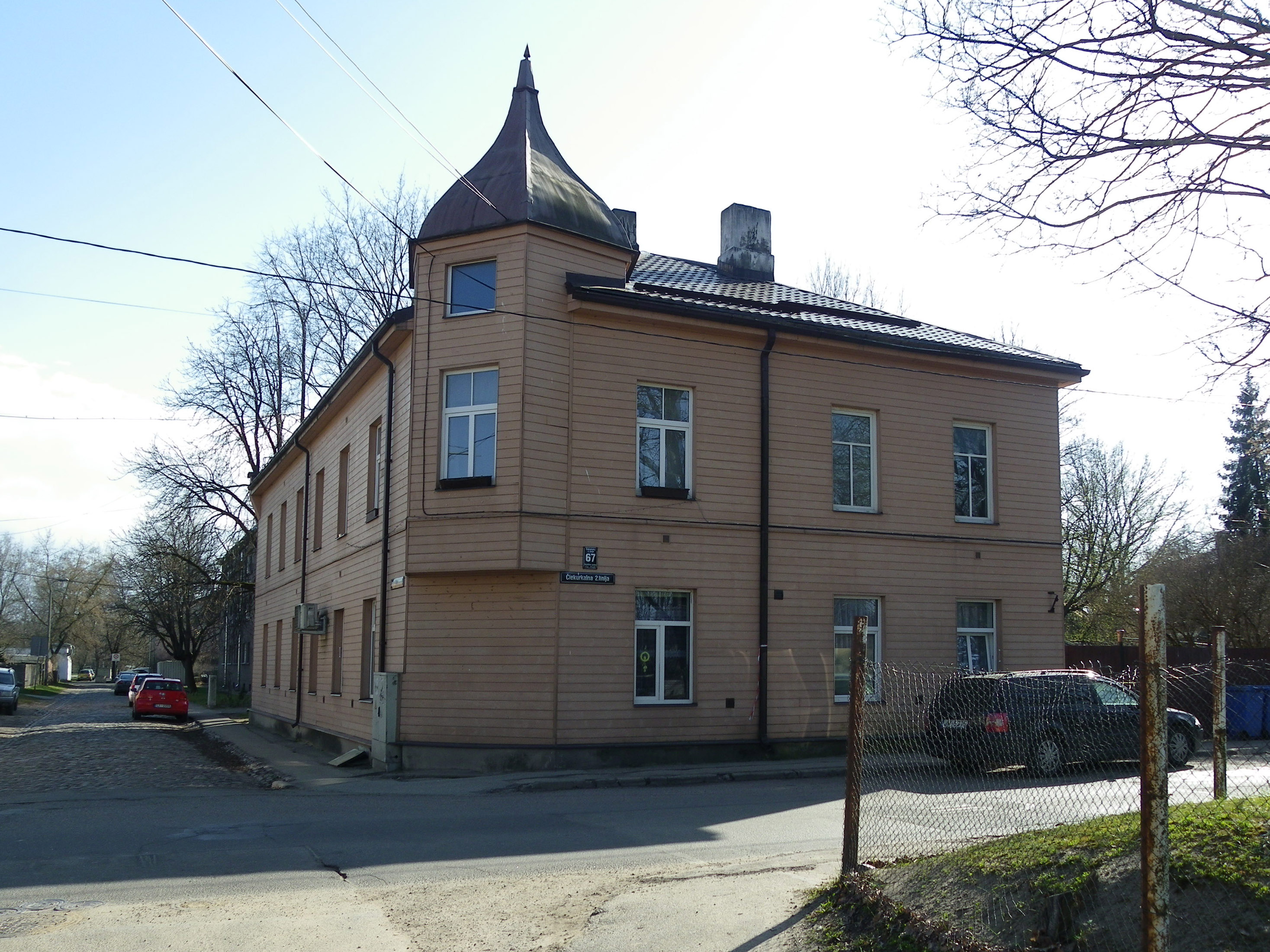
Дом № 67

## Прилегающие улицы
Чиекуркална 2-я линия пересекается со следующими улицами:
- улица Гауяс
- 1-я поперечная линия Чиекуркална
- 2-я поперечная линия Чиекуркална
- 3-я поперечная линия Чиекуркална
- 4-я поперечная линия Чиекуркална
- 5-я поперечная линия Чиекуркална
- 6-я поперечная линия Чиекуркална
- 7-я поперечная линия Чиекуркална
- 8-я поперечная линия Чиекуркална
- 9-я поперечная линия Чиекуркална
- улица Вискалю
- улица Крустабазницас